# Sandor
Sandor là một thị trấn thống kê (census town) của quận Thane thuộc bang Maharashtra, Ấn Độ.

## Nhân khẩu
Theo điều tra dân số năm 2001 của Ấn Độ, Sandor có dân số 8336 người. Phái nam chiếm 51% tổng số dân và phái nữ chiếm 49%. Sandor có tỷ lệ 78% biết đọc biết viết, cao hơn tỷ lệ trung bình toàn quốc là 59,5%: tỷ lệ cho phái nam là 83%, và tỷ lệ cho phái nữ là 73%. Tại Sandor, 10% dân số nhỏ hơn 6 tuổi.